# José Jurado Morales
José Jurado Morales (Linares, Jaén, 1900 - Puente la Reina, Navarra, 1991) fue un destacado poeta y novelista.
Trasladada su familia siendo aún un niño a Cataluña, allí estudió Farmacia y dirigió durante años la revista poética Cuadernos del Azor editada en Barcelona y con difusión por el resto de España y Hispanoamérica. Ganó el Premio Ciudad de Barcelona con Sombras anilladas (1961) y fue finalista del mismo con la novela La vida juega su carta. También fue ganador en México del Premio Nacional de Ensayo Joven José Vasconcelos; no en vano su obra estuvo muy extendida por toda Hispanoamérica.
Su amplia producción literaria, de lenguaje un tanto duro, que tiene por origen la obra “La hora del anclar” (1959) y un punto de inflexión en 1975 con Un hombre de la CNT, está repleta de personajes populares e iconos costumbristas andaluces como las minas, los toros, los olivos o las mujeres, y no exenta de humor mordaz.
Entre sus obras poéticas destacan Las canciones humildes, Hora morena, Manantial soleado, La pisada en el viento, Mi ser y su sendero, Nostalgia iluminada, Cuenco de arcilla, Llanto y cántico, La voz herida, Sabores del sosiego (1969), Dolorido sentir (1971) Caudal soleado (poema dramático) o Sonetos de mala uva (1971). Entre sus novelas más importantes Tierra sin pájaros, El cerco y la ya mencionada La hora de anclar, donde, como leemos en la solapa de la misma, el autor hace coincidir a media docena de personajes que el destino une y separa sucesivamente; vidas intensas, que se entrecruzan bajo la luz radiante de un rincón donde tierra, mar y cielo redondean una imperecedera sinfonía, la Costa Brava.
Su famoso Poema a Linares contribuyó a su nombramiento como Hijo Predilecto de la Ciudad en 1980. En la actualidad, la calle Ventanas, dónde nació, lleva el subtítulo Poeta de Linares en su honor. Solía decir que no le costaba a trabajo hacer poemas para Linares. Y en sus versos estaban siempre la historia, los tipos populares, las coplas, los toros, los toreros, las grandes figuras, las costumbres y la gracias de las mujeres de la tierra donde vio la luz.
Ya en su etapa madura regresó en repetidas ocasiones a Linares a cuya ciudad donó más de diez mil publicaciones de su propiedad para constituir el llamado Hogar de la Poesía Hispanoamericana, pues eran libros y revistas poéticas que él había recopilado durante muchos años. La poesía de José Jurado Morales refleja andalucismo. En una de ellas (1973) departió con Juan Francisco Martínez, a quién le dedicó sendos ejemplares de La hora de anclar y Sonetos de mala uva. De los sonetos, reproduzco los siguientes, muy actuales según los tiempos que corren, por su fina ironía y sentido del humor:

Un presidente: «Presidente, preside lo que sea / con tal de titularse presidente, y que la gente poco inteligente / llegue a creer que inteligente sea.»

Un financiero: «Mecenas de sí mismo / lo primero es rellenar a tope su alcancía; / y si tercia, cogerá la vía y se irá a financiar al extranjero.»

Quienes conocieron a José Jurado Morales cuentan que su casa siempre estuvo abierta a los jóvenes poetas, a los que apoyó incondicionalmente, llegando con ellos incluso al mecenazgo. A la ciudad de Linares donó entre cinco y diez mil publicaciones de su propiedad, según diferentes fuentes, para constituir el llamado Hogar de la Poesía Hispanoamericana; libros y revistas poéticas que él había recopilado durante casi toda su vida y que siguen sin clasificarse en la biblioteca de Linares.

«Habituado a la soledad, no obstante, sentía por entonces muy acusada la ausencia de algo cuya naturaleza apenas si sabía discernir. Un indicio: su propia inquietud». La hora de anclar. Capítulo VII, página 63.

José Jurado Morales, recibió sepultura en 1991 en el cementerio de Pamplona; el poeta sigue vivo en muchos de quienes tienen la fortuna de poder seguir leyéndolo.